# Cromosoma 14
Con il nome di cromosoma 14 si indica, per convenzione, il quattordicesimo cromosoma autosomico umano in ordine di grandezza (calcolando anche il cromosoma X, risulta essere il quindicesimo). Gli individui presentano solitamente due copie del cromosoma 14, come di ogni autosoma. Il cromosoma 14 possiede circa 106 milioni di nucleotidi. I due cromosomi 14 rappresentano quasi il 3,5% del DNA totale nelle cellule umane.
Il cromosoma 14 contiene oltre 900 geni. Si ritiene che possa contenerne fino a 1200.
Il numero di polimorfismi a singolo nucleotide (SNP)  è di quasi 350.000.

## Geni
I seguenti sono alcuni dei geni identificati sul cromosoma 14:
- COCH: coclina, omologo del fattore coagulativo C;
- DICER1: dicer, coinvolto nella RNA interference;
- GALC: galattosilceramidasi (legato alla malattia di Krabbe);
- GCH1: GTP cicloidrolasi;
- NPC2: proteina legata alla malattia di Niemann-Pick, tipo C2
- PSEN1: presenilina 1 (legata alla malattia di Alzheimer);
- SERPINA1: alfa-1 antitripsina, inibitrice di serina proteasi;
- TSHR: recettore del TSH;
- PABPN1: codifica la proteina nucleare poli(A) legante 1 (legata alla distrofia muscolare oculofaringea).

## Malattie
Alcune patologie legate a problemi a carico del cromosoma 14:
- deficit di alfa 1-antitripsina;
- deficit di tetraidrobiopterina;
- ipotiroidismo congenito;
- malattia di Alzheimer;
- malattia di Krabbe;
- malattia di Niemann-Pick;
- sordità nonsindromica.
- sindromi del cromosoma 14;
- distrofia muscolare oculofaringea.